# Келигов, Муса Баматович

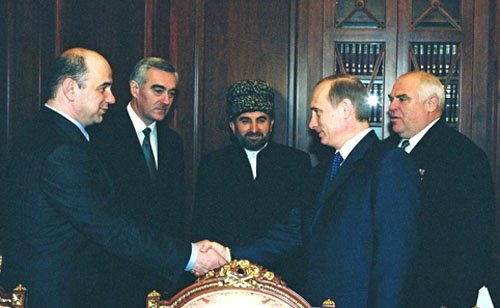
Муса Келигов (крайний слева)

Муса́ Бама́тович Ке́лигов (род. 16 марта 1963, Малгобек, СССР) — российский общественный деятель, предприниматель. Бывший вице-президент компании «Лукойл-Интернешнл». Кандидат экономических наук.
В 2010 году был избран членом Совета федерации от народного собрания республики Ингушетия.

## Биография
Муса Келигов родился 16 марта 1963 года в Малгобеке (Чечено-Ингушская АССР).
С 1984 по 1986 год принимал участие в боевых действиях в Афганистане в составе подразделений армейской разведки СССР (по данным газеты «Коммерсант» — в 180-м мотострелковом полку). Срочную службу проходил в полку, которым командовал будущий президент Ингушетии Руслан Аушев. Был тяжело ранен в бою.
Работал инженером. В 1989—1991 годах занимал должность депутата Верховного Совета Чечено-Ингушской АССР.
С 1991 по 1994 год — заместитель председателя Комитета по делам воинов-интернационалистов (сначала при президенте СССР, а затем при Совете глав правительств стран — участников СНГ).
Келигов окончил Московский институт пищевой промышленности и Московскую государственную технологическую академию. В 1998 году защитил кандидатскую диссертацию на тему «Продовольственный рынок России и его влияние на характер развития отечественного производства продуктов питания».
По информации газеты Коммерсант, в 1999 году, во время Второй чеченской войны, Келигов организовал военную операцию против чеченских террористов, захвативших в заложники его брата, Магомеда Келигова. Результатом операции стало освобождение заложника и ликвидация группировки боевиков и её главаря.
В 1994—2000 годах (по другим данным — с 1993 года) — вице-президент компании «Лукойл-Интернешнл».
С апреля 2000 по февраль 2001 года Келигов занимал должность заместителя главы администрации Ненецкого автономного округа.
С 2001 по 2002 год — главный федеральный инспектор аппарата полномочного представителя президента РФ в Республике Ингушетия, затем — заместитель полпреда президента в Южном федеральном округе.
В 2002 году в СМИ появилась информация о том, что на Мусу Келигова готовилось покушение. Покушение сорвалось, а один из посредников между убийцей и заказчиками был пойман.
с 2004 года Келигов занимает должность президента компании «Ингросс».
В 2010 году был избран членом Совета федерации от народного собрания республики Ингушетия, но не утверждён в должности Советом Федерации.

## Критика
Муса Келигов критиковался за помощь в избрании президентом Ингушетии заместителя полномочного представителя президента РФ в Южном федеральном округе Мурата Зязикова. Сам Келигов назвал продвижение Зязикова в президенты Ингушетии «самым большим грехом» в своей жизни.

## Личная жизнь
Келигов женат, имеет четверых детей.

## Награды
За участие в боевых действиях в Афганистане Муса Келигов был награждён орденом Красной Звезды и медалью «За отвагу».